# Венгерский театр (Клуж-Напока)
Венгерский театр в городе Клуж-Напока (рум. Teatrul Maghiar de Stat din Cluj, венг. Kolozsvári Állami Magyar Színház) — государственный драматический театр, основанный в 1792 году. Размещается в здании, вместе с Венгерским оперным театром.

## История
Венгерское театральное общество в Клуж-Напоке было основано 11 ноября 1792 года. В том же году в городе была создана первая профессиональная театральная труппа, игравшая спектакли на венгерском языке. Вначале представления давались во дворце Редей. В 1821 году у труппы появилось собственное здание — театр на улице Фаркас, который стал первым венгерским каменным театром на территории королевства Венгрия. Первым спектаклем на его сцене была пьеса Иожефа Катона «Банк-бан». Ныне на месте этого театра находится здание академического колледжа. В 1906 году труппа переехала в новое здание, ныне занимаемое Румынским национальным оперным театром и Национальным театром имени Лучиана Благи.
Современное здание театр постоянно занимает с 1945 года. Летний театр — первое строение на этом месте было построено в 1874 году по проекту архитектора Генриха Циммермана. В 1909—1910 годах на его месте было построено здание в стиле ар-нуво, в котором разместилась студия для съёмок немого кино и театральных постановок режиссёра Енё Яновича. Студия назвалась «Театральный круг». После Первой мировой войны, когда Трансильвания вошла в состав королевства Румыния, труппа была вынуждена переехать в это здание в первый раз. В 1940 году, когда после Второго Венского арбитража часть Трансильвании вернулась в состав королевства Венгрия, театр также вернулся в прежнее здание, которое окончательно труппе пришлось оставить в 1945 году. В 1959—1961 годах здание Венгерского театра в Клуж-Напоке было значительно перестроено. Полностью был изменён фасад.
Спектакли в театре идут на венгерском языке с параллельным переводом на румынский и английский языки. С 1990 года художественным руководителем театра является Томпа Габор. 13 апреля 2007 года Венгерский театр в Клуж-Напоке стал членом Союза театров Европы. До этого времени единственным румынским театром в этой организации был театр Буландра в Бухаресте. Театр полностью субсидирует Министерство культуры и национального наследия Румынии.